# 永兴 (冉魏)
永兴（350年閏二月—352年四月）是十六国时期冉魏政权君主冉閔的年号，共计3年。

## 纪年
| 永兴 | 元年  | 二年  | 三年  |
| ---- | ----- | ----- | ----- |
| 公元 | 350年 | 351年 | 352年 |
| 干支 | 庚戌  | 辛亥  | 壬子  |

## 参看
- 中国年号索引
- 其他时期使用的永兴年号
- 同期存在的其他政权年号
  - 永和（345年-356年）：东晋穆帝司馬聃的年号
  - 建兴：前凉政权年号
  - 建国（338年十一月-376年）：代政权拓跋什翼犍的年号
  - 永宁（350年十一月-351年）：後趙政权石祗的年号
  - 皇始（351年正月-355年五月）：前秦政权苻健的年号
  - 元璽（352年十一月-357年正月）：前燕政权慕容儁的年号
  - 建昌（352年正月-五月）：后赵时期领袖張琚的年号